# Campo de San Pedro (kommunhuvudort)
Campo de San Pedro är en kommunhuvudort i Spanien.   Den ligger i provinsen Provincia de Segovia och regionen Kastilien och Leon, i den centrala delen av landet, 110 km norr om huvudstaden Madrid. Campo de San Pedro ligger 971 meter över havet och antalet invånare är 350.
Terrängen runt Campo de San Pedro är platt åt sydost, men åt nordväst är den kuperad. Runt Campo de San Pedro är det mycket glesbefolkat, med 3 invånare per kvadratkilometer. Närmaste större samhälle är Ayllón, 14,3 km öster om Campo de San Pedro. Trakten runt Campo de San Pedro består till största delen av jordbruksmark.